# Amblystegium juratzkanum
Amblystegium juratzkanum är en bladmossart som först beskrevs av Ingebrigt Severin Hagen, och fick sitt nu gällande namn av C. E. O. Jensen in Weimarck 1937. Amblystegium juratzkanum ingår i släktet Amblystegium och familjen Amblystegiaceae. Inga underarter finns listade i Catalogue of Life.